# Operacja Mountain Thrust
Operacja Mountain Thrust (pol. Pchnięcie w góry) – operacja wojskowa prowadzona przez siły ISAF w czterech prowincjach na południu Afganistanu: Uruzganie, Helmandzie, Kandaharze i Zabolu w dniach 15 maja – 31 lipca 2006 roku. Operacja miała na celu wyparcie stamtąd talibskich bojowników, odpowiedzialnych za nasilające się w ostatnich miesiącach ataki i zamachy na wojska koalicyjne oraz władze Afganistanu.
Ofensywę prowadziły siły afgańskie, natomiast wojska wchodzące w skład koalicji - Amerykanie i Kanadyjczycy - zapewniali wsparcie.
To była dotychczas największa operacja wojskowa w Afganistanie od czasów inwazji, która obaliła w 2001 roku reżim talibów.
Głównym czynnikiem operacji były bombardowania, dzięki lotnictwu amerykańskiemu i walki pozycyjne. Podczas operacji zginęła spora liczba żołnierzy NATO – 115. Z kolei po stronie talibskiej ofiar było dziesięciokrotnie więcej – aż 1134. David Fraser powiedział, że ofiary w talibach nie odzwierciedlają sukcesu.
Główny cel operacji – wyprzeć rebeliantów nie został osiągnięty. A więc rebelii nie udało się zahamować, ponieważ np. talibowie 1 sierpnia znowu zaatakowali i w wyniku tego zginęło trzech żołnierzy, w Kandaharze po zamachu samobójczym zginęło 21 cywilów. Te argumenty wskazują, że mimo dużej operacji, talibowie nadal byli silni.